# Having (SQL)
HAVING — необов'язковий параметр оператора SELECT для зазначення умови  на результат агрегатних функцій (MAX, SUM, AVG, …).
HAVING <умови> подібний до WHERE <умови> за винятком того, що рядки відбираються не за значенням стовпців, а будуються зі значень стовпців вказаних в GROUP BY і значень агрегатних функцій, обчислених для кожної групи, утвореної GROUP BY. Якщо GROUP BY не використовується, HAVING поводить себе як WHERE.

## Приклади
Для отримання списку ідентифікаційних номерів відділень, в яких загальна зарплатня 1 січня 2000 року перевищує $1000, разом із сумою зарплат на цей день:
```
 
SELECT
 
DeptID
,
 
SUM
(
SaleAmount
)

 
FROM
 
Sales

 
WHERE
 
SaleDate
 
=
 
'01-Jan-2000'

 
GROUP
 
BY
 
DeptID

 
HAVING
 
SUM
(
SaleAmount
)
 
>
 
1000

```

Наступний запит поверне список відділів, в яких працює більше ніж один співробітник:
```
 
SELECT
 
DepartmentName
,
 
COUNT
(
*
)
 

 
FROM
 
employee
,
department
 

 
WHERE
 
employee
.
DepartmentID
 
=
 
department
.
DepartmentID
 

 
GROUP
 
BY
 
DepartmentName

 
HAVING
 
COUNT
(
*
)
>
1
;

```

HAVING — це зручно, але не обов'язково. Код тотожний наведеному вище, але без використання HAVING, може виглядати так:
```
SELECT
 
*
 
FROM
 
(

   
SELECT
 
DepartmentName
 
AS
 
deptNam
,
 
COUNT
(
*
)
 
AS
 
empCnt

   
FROM
 
Employee
 
AS
 
emp
,
 
Department
 
AS
 
dept

   
WHERE
 
emp
.
DepartmentID
 
=
 
dept
.
DepartmentID

   
GROUP
 
BY
 
deptNam

)
 
AS
 
grp

WHERE
 
grp
.
empCnt
 
>
 
1
;

```